# فريتز زفايج
فريتز زفايج (و. 1893 – 1984 م) هو موزع (موسيقى)، وعازف بيانو، وعالم موسيقى، ومعلم موسيقى من تشيكوسلوفاكيا، والإمبراطورية النمساوية المجرية، ولد في أولوموتس، يستخدم آلات بيانو، توفي في لوس أنجلوس، عن عمر يناهز 91 عاماً.

## روابط خارجية
- فريتز زفايج على موقع ميوزك برينز (الإنجليزية)
- فريتز زفايج على موقع قاعدة بيانات برودواي على الإنترنت (الإنجليزية)
- فريتز زفايج على موقع ديسكوغز (الإنجليزية)